# Michael Ruff
Michel Ruff, född 20 december 1965[källa behövs] i Salt Lake City, är en amerikansk keyboardist, låtskrivare och lovsångsledare.
Michael Ruff har bland annat spelat med artister som: Jill Johnson, Chaka Khan, Lionel Ritchie, Bonnie Raitt, Rickie Lee Jones, David Sanborn, Andraé Crouch, Crystal Lewis, Carl Anderson, Johnossi, Brenda Russell, Kenny Loggins, Randy Brecker, Gino Vannelli, Jose Feliciano, Right Said Fred, Nancy Wilson, Diane Schuur, Eric Burdon, John Lee Hooker och Stevie Nicks.
Han bor i dag på Hawaii med sin fru och barn. Utöver musiken har Ruff ett starkt kristet engagemang och har bland annat uppträtt i Sverige vid flera tillfällen på olika kristna konserter och festivaler.